# Скальные жабы
Скальные жабы (лат. Bufoides) — род бесхвостых земноводных из семейства жаб. Все виды являются эндемиками Северо-Восточной Индии, один вид известен из гор Гаро и Кхаси.

## Таксономия и систематика
Род выделили в 1973 году, поместив в него единственный вид Ansonia meghalayana. Он оставался монотипическим до 2016 года, когда Чандрамули и Амарасингхе перевели в него Pedostibes kempi, в своем стремлении сделать род Pedostibes монофилитическим. Этот шаг был поддержан морфологическим сходством и географической близостью двух видов и сделал Pedostibes монотипическим и ограниченным Западными Гатами. Однако остается вероятность того, что два вида на самом деле являются формами одного вида. Ближайшие родственники рода остаются неизвестными.

## Описание
Небольшие жабы: максимальные размеры двух видов составляют 30 и 47 мм в длину от кончика морды до клоаки. Имеются надглазничные, предглазничные и заглазничные гребни. Паротиды короткие и овальные. Внешне видимой барабанной перепонки нет. Кончики пальцев имеют округлые, слабо расширенные диски. Кожа спины зернистая. На передних лапах есть зачаточные перепонки, а на задних полноценные.

## Виды
Известно три признанных вида:
- Bufoides kempi (Boulenger, 1919) — Ассамская жаба
- Bufoides meghalayanus (Yazdani & Chanda, 1971) — Скальная жаба
- Bufoides bhupathyi Naveen, Tapley, Chandramouli, Jervis, Babu, Meetei & Karunakaran, 2023